# Nurse (film)
Pour plus de détails, voir Fiche technique et Distribution.
Nurse (Nurse 3-D) est un thriller américain coécrit et réalisé par Douglas Aarniokoski sorti en 2014.

## Synopsis
Une infirmière (de la Huerta) menant une double vie d'assassin est mise à jour par une nouvelle-venue (Bowden) dans l'hôpital où elle travaille.

## Fiche technique
- Titre original : Nurse
- Titre français : Nurse 3D
- Titre québécois :

- Réalisation : Douglas Aarniokoski
- Scénario : Douglas Aarniokoski et David Loughery
- Direction artistique : Alicia Keywan
- Décors : Edward Bonutto
- Costumes : Zaldy Goco
- Photographie : Boris Mojsovski
- Son :
- Montage : Andrew Coutts
- Musique : Anton Sanko
- Production : Marc Bienstock
- Société(s) de production : Lionsgate
- Société(s) de distribution :  Lionsgate
- Budget :
- Pays d'origine :  États-Unis
- Langue : Anglais
- Format : Couleurs - 35mm - 1.85:1 -  Son Dolby numérique
- Genre : Thriller
- Durée : 80 minutes
- Dates de sortie :
- États-Unis :  7 février 2014
- Interdit aux moins de 12 ans

## Distribution
- Katrina Bowden : Danni
- Judd Nelson : le Dr. Morris
- Paz de la Huerta : Abby Russell
- Corbin Bleu : Steve
- Boris Kodjoe : le détective John Rogan